# Crespinell gros

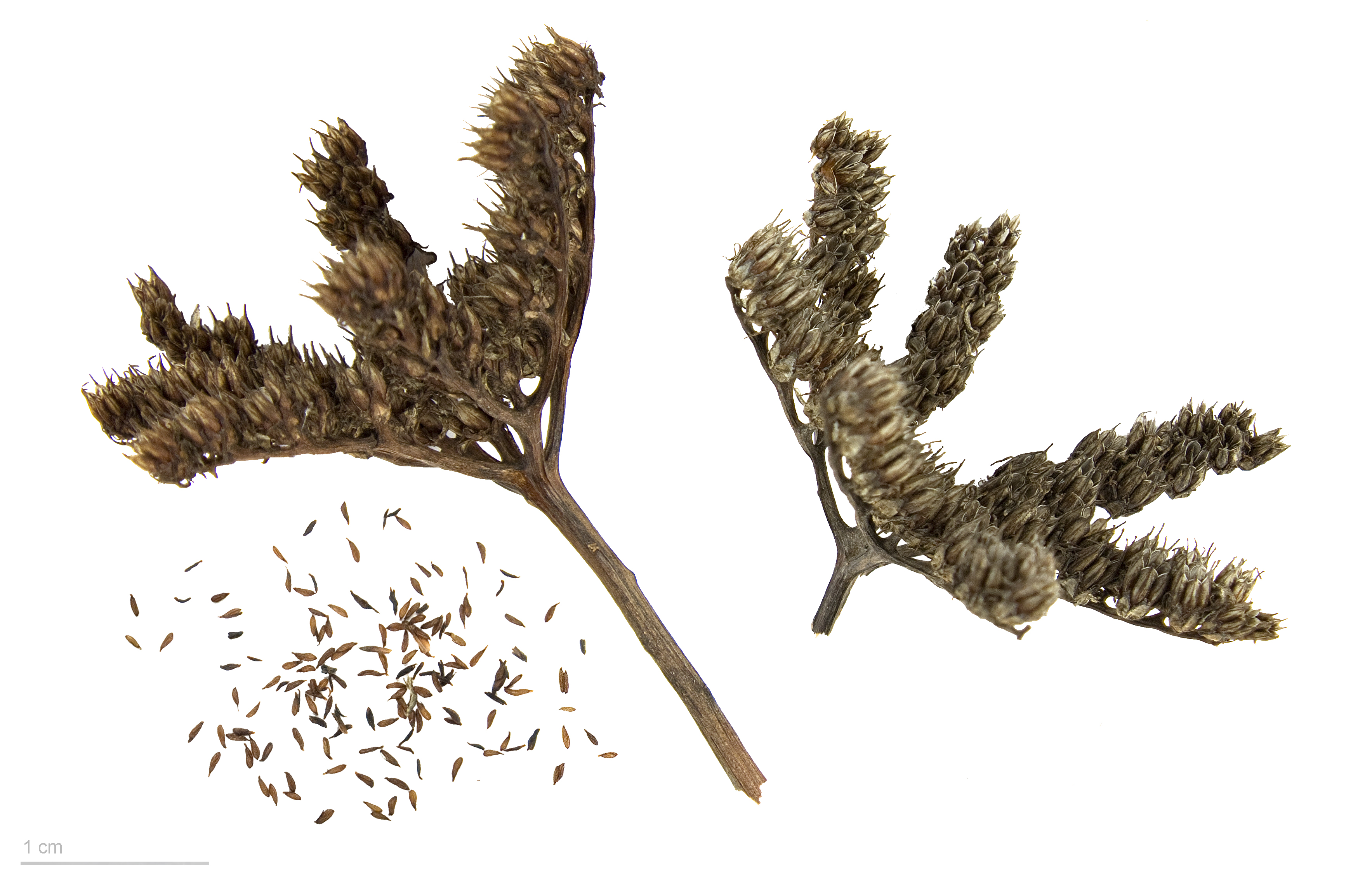
Sedum sediforme

El crespinell gros, raïm de pastor o ungla de gat (Sedum sediforme) és una espècie de planta suculenta perenne de la família de les crassulàcies. És originari de la regió mediterrània. Es troba a tots els Països Catalans des del nivell del mar als 1.700 metres i és el més comú dels crespinells autòctons.

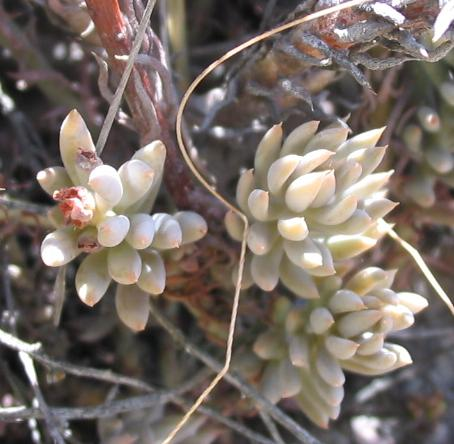
Crespinell gros abans de florir

## Característiques
Fulles de 2 a 10 mm d'amplada, d'un verd grisenc; ramificacions de la inflorescència de 2 a 10 cm. Herba robusta, de 20 a 60 cm, més o menys lignificada a la base;fulles més o menys aplanades;flors blanquinoses o grogues; sèpals d'uns 2,5 mm; pètals de 4-7 mm; filaments estaminals amb pèls.

## Història natural
Floreix de juny a agost. És una planta heliòfila que viu en sòls àrids i assolellats i és freqüent en matollars i terrenys erms de la major part del territori. Es localitza en prats de sòls esquelètics i poc desenvolupats, en substrats pedregosos poc profunds, en clars de matolls i fins i tot arriba a créixer a les teulades i murs de cases antigues on la quantitat de substrat és mínima.

## Varietats
El crespinell gros o raïm de pastor té dues varietats: la varietat sediforme i la varietat dianium:
- Sedum sediforme sediforme: és la general i té les fulles poc aplanades.
- Sedum sediforme dianium: es troba només al territori diànic del País Valencià i a Eivissa d'on és endèmica.